# Kasparas Jakučionis
Kasparas Jakučionis, né le 29 mai 2006 à Vilnius en Lituanie, est un joueur lituanien de basket-ball évoluant aux postes de meneur et arrière. Il mesure 1,96 m.

## Biographie

### NBA
Kasparas Jakučionis est sélectionné en vingtième position par le Heat de Miami lors de la draft 2025 de la NBA.

## Statistiques

### Universitaires
| Saison    | Équipe   | Matchs | Titul. | Min./m | % Tir | % 3pts | % LF | Rbds/m. | Pass/m. | Int/m. | Ctr/m. | Pts/m. |
| --------- | -------- | ------ | ------ | ------ | ----- | ------ | ---- | ------- | ------- | ------ | ------ | ------ |
| 2024-2025 | Illinois | 33     | 33     | 31.8   | .440  | .318   | .845 | 5.7     | 4.7     | .9     | .3     | 15.0   |

## Palmarès et distinctions individuelles

### Universitaires
- Third-team All-Big Ten (2025)
- Big Ten All-Freshman Team (2025)